# Hrant Xahinian
Hrant Xahinian (en armeni: Հրանտ Շահինյան) (Guiulagarak, Unió Soviètica 1923 - Yerevan, Armènia 1998) fou un gimnasta artístic soviètic, guanyador de quatre medalles olímpiques.

## Biografia
Va néixer el 30 de juliol de 1923 a la ciutat de Guiulagarak, població situada a la província de Lorí, que en aquells moments formava part de la República Socialista Soviètica de Transcucàsia (Unió Soviètica) i que avui dia forma part d'Armènia. Va morir el 29 de maig de 1998 a la ciutat de Yerevan, capital d'Armènia.

## Carrera esportiva
Va participar, als 28 anys, als Jocs Olímpics d'Estiu de 1952 realitzats a Hèlsinki (Finlàndia) on, en representació de la Unió Soviètica, aconseguí guanyar la medalla d'or en el concurs complet (per equips) i anelles, així com la medalla de plata en el concurs complet (individual) i cavall amb arcs, empatat en aquesta prova amb el seu company Ievgueni Korolkov. En aquests Jocs finalitzà quart en la prova de barres paral·leles i vuitè en la prova d'exercici de terra com a resultats més destacats.
Al llarg de la seva carrera guanyà tres medalles en el Campionat del Món de gimnàstica artística, entre elles dues medalles d'or, així com set campionats soviètics.